# Тучно (гмина)
Тучно (пол. Tuczno) — гмина (волость) в Польше, входит как административная единица в Валецкий повет, Западно-Поморское воеводство. Население — 5066 человек (на 2005 год).